# The Battle of Gettysburg (1955)
The Battle of Gettysburg ist ein US-amerikanischer Dokumentar-Kurzfilm von Herman Hoffman aus dem Jahr 1955.

## Handlung
Der Erzähler schildert den Verlauf der dreitägigen Schlacht von Gettysburg. Die Erzählung wird mit Bildern des Schlachtfeldes, gedreht im heutigen Gettysburg National Military Park, illustriert, wobei ausschließlich die Statuen und das Gelände selbst, wie es 1955 existierte, gezeigt wird. Im Film treten keine Darsteller auf. Bei der Schilderung des Hauptangriffs Picketts Charge werden zudem Details aus Paul Philippoteaux’ Gemälde Gettysburg Cyclorama gezeigt. Der Film endet mit Aufnahmen des Soldatenfriedhofs in Gettysburg, Abraham Lincolns Gettysburg Address, die vollständig verlesen wird, sowie dem Lied John Brown’s Body.

## Produktion

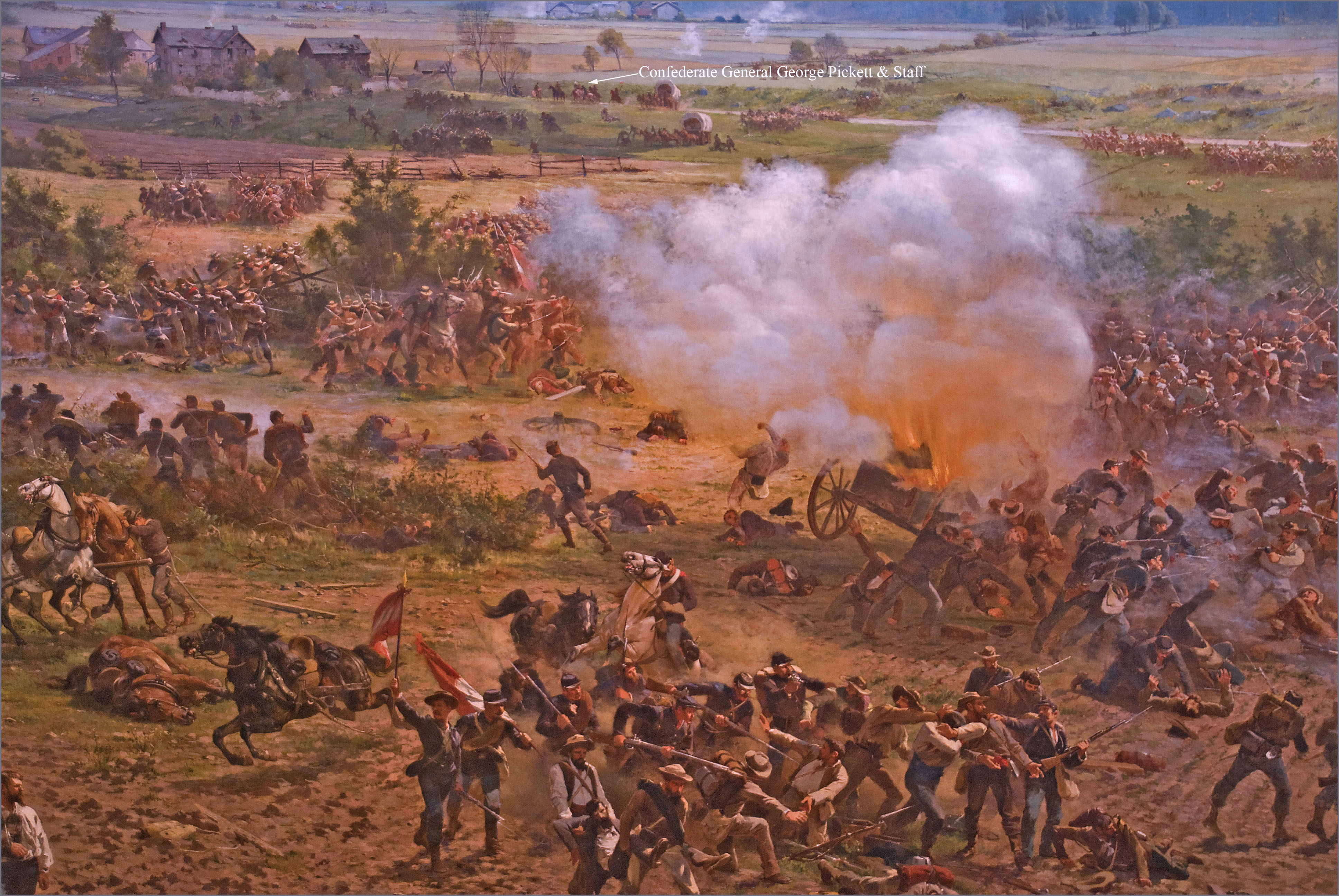
Paul Philippoteaux’ Gemälde Gettysburg Cyclorama (Ausschnitt)

The Battle of Gettysburg wurden laut Filmvorspann mit Unterstützung des Innenministeriums der Vereinigten Staaten gedreht. Der Film entstand dabei in Cinemascope und Farbe. Erzähler des Films ist Leslie Nielsen, die Rede Abraham Lincolns verliest Frank Ferguson. Der Film wurde erstmals 1955 veröffentlicht.

## Auszeichnungen
The Battle of Gettysburg wurde 1956 für je einen Oscar in der Kategorie Bester Kurzfilm (Two-Reel) und in der Kategorie Bester Dokumentar-Kurzfilm nominiert.